# Sulcus gingivae

Secţiune longitudinală: 1. Dinte 2. Enamel 3. Dentin
4. Dental pulp
5. cameral pulp
6. root pulp
7. Cementum
8. Crown
9. Cusp
10. Sulcus 11. Neck 12. Root 13. Furcation 14. Root apex 15. Apical foramen 16. Sulcus gingivae 17. Periodontium 18. Gingie 19. free or interdental
20. marginal 21. alveolar 22. Periodontal ligament 23. Alveolar bone 24. Vessels and nerves: 25. dental 26. periodontal27. alveolar through channel

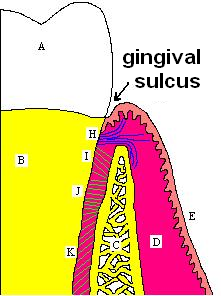
Fals: Sulcusul este spațiu potențial

Sulcus gingivae (rom. șanțul gingival) este un șanț spațiu virtual superficial circular în jurul dintelui. Este format de partea interioară a gingiei marginală și de suprafața dintelui (smalțul sau cimentul). Pornește de la marginea liberă a gingiei, epiteliul crevicular, și se termină apical la epiteliul joncțional.

## Patologie clinică
Examenul de rutina oral trebuie să includă un sondaj parodontal, i.e. evaluarea șanțului gingival. Pentru a măsura adâncimea șanțului, se pătrunde cu o sondă parodontală calibrată cu o forță nu mai mult de 20 g, prin desprinderea mecanică temporară a manșetei epiteliale între dinte și gingie, în șanț. La persoanele sănătoase șanțul are o adâncime de 2–3mm. Sulcus clinic se numește cazul, în care o sondă parodontală calibrată pătrunde mai mult de 1-3mm prin desprinderea mecanică temporară a manșetei epiteliale. Este asociat cu caracteristici inflamatori, cum ar fi hemoragii, poate fi considerată o modificare numit buzunar gingival sau buzunar parodontal.
Alte denumiri sunt buzunar gingival și buzunar parodontal. Ambele termeni descrie extinderi anormale ale șanțului gingival și indică prezența de o adâncime anormala, aproape de punctul de la care țesutul gingival contactă  dintele.